# Levi Carneiro
Levi Fernandes Carneiro (* 8. August 1882 in Niterói; † 5. September 1971 in Rio de Janeiro) war ein brasilianischer Jurist und Schriftsteller.
Levi Fernandes Carneiro schloss 1903 ein Studium der Rechts- und Sozialwissenschaften an der Universidade Federal do Rio de Janeiro ab, an deren juristischer Fakultät er ab 1938 als Professor tätig war. Von 1951 bis 1955 wirkte er als Richter am Internationalen Gerichtshof in Den Haag und folgte dabei seinem Landsmann Philadelpho Azevedo, der im Amt verstorben war.
Ab 1936 gehörte Levi Carneiro der Academia Brasileira de Letras (Cadeira 27) an, der brasilianischen Akademie der Literatur in Rio de Janeiro.

## Werke (Auswahl)
- O Direito internacional e a democracia. Rio de Janeiro 1945
- Dois arautos da democracia: Rui Barbosa e Joaquim Nabuco. Rio de Janeiro 1954
- Uma experiência de parlamentarismo. São Paulo 1965
- Em defesa de Rui Barbosa. Rio de Janeiro 1967